# Isildur
Isildur – postać ze stworzonej przez J.R.R. Tolkiena mitologii Śródziemia.
Jeden z wielkich władców ludzi z przeszłości Śródziemia, wywodzący się spośród Dúnedainów z Númenoru. Sojusznik elfów, razem z nimi walczył w wojnie z Sauronem. To właśnie Isildur odebrał Pierścień Władcy Ciemności. Odległym potomkiem tego bohatera był Aragorn, członek Drużyny Pierścienia.
Isildur pojawia się w Silmarillionie i  Niedokończonych opowieściach. Bardzo często wspominają o nim różne postacie z Władcy Pierścieni. Liczne informacje na jego temat znajdują się w Dodatkach do trzeciego tomu tej powieści.

## Isildur
Dúnadan, urodzony w Númenorze w 3209 roku Drugiej Ery, zginął w Śródziemiu 4 października 2 roku Trzeciej Ery.
Był starszym synem Elendila. Współrządząc z bratem, Anárionem, był drugim królem Gondoru. Panował przez sto dwadzieścia trzy lata. Po śmierci ojca został Najwyższym Królem Arnoru, zwierzchnim władcą Północnego i Południowego Królestwa Númenorejczyków.

### Númenor i Gondor
Tak jak ojciec należał do stronnictwa Wiernych, podczas gdy królestwem władał Ar-Pharazôn, omamiony przez Saurona. Wtedy to Isildur, w młodym wieku według długości życia Dúnedainów, dokonał wielkiego czynu – uratował ostatni owoc starodawnego królewskiego drzewa Nimloth (z którego później w Śródziemiu wyrosło Białe Drzewo), nim na rozkaz monarchy zostało spalone. Uciekł przed zatopieniem wyspy (3319 rok), płynąc do Śródziemia, na czele trzech statków (jego ojciec miał cztery, a brat jeszcze dwa).
Isildur, wraz z Anárionem, wylądował na południu, gdzie obaj założyli jedno z Królestw Númenorejskich na Wygnaniu – Gondor (3320 rok). Wspólnie rządzili państwem ze stolicy w Osgiliath, a swego ojca uznawali za pierwszego władcę Gondoru i zwierzchnika, noszącego tytuł Najwyższego Króla. Domeną samego Isildura było Ithilien, położone na wschodnim brzegu Anduiny, zaś główną siedzibą Minas Ithil.

### Wojna z Sauronem
W 3429 roku Sauron zaatakował te tereny i zdobył Minas Ithil. Isildur, wraz z rodziną, uciekł w dół Anduiny, po czym udał się na północ, do Elendila. Po zawarciu przez niego przymierza z Gil-galadem, władcą elfów, uczestniczył w wyprawie na Mordor. Walczył wtedy w bitwie na Dagorlad (3434 rok) i brał udział w oblężeniu Barad-dûr (3434 – 3441).
W trakcie ostatniej walki na stokach Góry Przeznaczenia stał u boku swego ojca. Gdy Sauron zabił Elendila i Gil-galada, Isildur złamanym mieczem Narsilem odciął Jedyny Pierścień z dłoni Władcy Ciemności, pokonując go. Jednak nie zniszczył magicznego klejnotu, co radzili mu Elrond i Círdan, tylko zabrał go ze sobą, traktując Pierścień jako okup za śmierć ojca i brata. W ten sposób, jak się okazało, militarne zwycięstwo nad Sauronem stało się tylko częściowym triumfem.

### Najwyższy Król
Po zwycięstwie Isildur przybrał tytuł Najwyższego Króla. Przebywał w Gondorze dwa lata, umacniając królestwo i przygotowując bratanka, Meneldila, do objęcia władzy w tym państwie. Sporządził wówczas dokument, w którym opisał wygląd Pierścienia. Tekst ten popadł w zapomnienie wśród ludzi, lecz w ciągu Trzeciej Ery, odnaleziony został przez Sarumana i Gandalfa, którzy poszukiwali informacji o klejnocie Saurona.
Przed opuszczeniem Południowego Królestwa, Isildur na górze Amon Anwar usypał grób i pomnik swemu ojca, a w Minas Anor zasadził nowe Białe Drzewo, na pamiątkę brata.

### Śmierć
Pod koniec 2 roku Trzeciej Ery wyruszył na północ, do Arnoru, by objąć tam bezpośrednie rządy. W czasie marszu wschodnim brzegiem Anduiny, w okolicach pól Gladden, został zaatakowany przez orków. Doszło do bitwy, w której zginęli prawie wszyscy żołnierze króla. On sam usiłował ocalić życie, niewidzialny dzięki Pierścieniowi, lecz gdy płynął rzeką, klejnot zsunął mu się z palca. Orkowie zobaczyli Isildura i zabili go strzałami z łuków.
Szczątki monarchy najprawdopodobniej odnaleźli wysłannicy Sarumana, około 2851 roku Trzeciej Ery, kiedy poszukiwali Pierścienia w okolicach pól Gladden. Przenieśli je do Isengardu, gdzie z rozkazu czarodzieja zostały spalone w jednym z pieców, po zabraniu wartościowych przedmiotów, jakie jeszcze zachowały się przy Isildurze.

### Dziedzictwo
Tron w Arnorze objął najmłodszy syn Isildura, Valandil, bowiem jego starsi bracia, Elendur, Aratan i Ciryon, zginęli wraz z ojcem na polach Gladden.
Isildur był dumnym i energicznym władcą, niewątpliwie bardzo odważnym. Jednak to za jego sprawą nie zniszczono Jedynego Pierścienia, przez co Sauron mógł powrócić.

### Imię
Imię Isildur pochodzi z języka quenya i znaczy w tej mowie Miłujący księżyc (ewentualnie Oddany księżycowi). Również jego godło było związane z tym ciałem niebieskim, bowiem przedstawiało księżyc w nowiu.

## Ekranizacja Petera Jacksona
W ekranizacji Władca Pierścieni, w reżyserii Petera Jacksona, Isildura zagrał Harry Sinclair. Generalnie występuje tylko w filmie Drużynie Pierścienia, pojawiając się w pierwszych scenach, które przedstawiają początkowe losy magicznego klejnotu.

### Wersja kinowa
Isildur uczestniczy w bitwie z wojskami Mordoru na stokach Góry Przeznaczenia i jest świadkiem śmierci Elendila, którego ciosem maczugi zabija Sauron. Zrozpaczony, rzuca się do ciała ojca. W tym momencie staje nad nim Sauron. Isildur chwyta Narsila, lecz Władca Ciemności łamie ostrze miecza. Gdy wyciąga ku niemu rękę, by go zabić, syn Elendila złamanym mieczem zadaje mu cios i odcina palec z Pierścieniem – Sauron zostaje pokonany. W kolejnej scenie, po zabraniu Pierścienia, widać jak Isildur, na czele konnego oddziału, przemierza las, lecz niespodziewanie zostaje zaatakowany przez orków. Po chwili widać ciało monarchy, przebite strzałami, niesione przez prąd rzeki.
W dalszej części filmu Isildur pojawia się w retrospektywnej scenie, przy okazji rozmowy Elronda z Gandalfem. Tuż po pokonaniu Saurona, Elrond zabiera Isildura do wnętrz Góry Przeznaczenia. Tam namawia go, by zniszczył Pierścień, lecz syn Elendila, uwiedziony mocą klejnotu, odmawia i odchodzi. Wypowiada wówczas swoją jedyną kwestię w całym filmie: No.

### Wersja reżyserska
W wersji reżyserskiej filmu (wydanej na DVD) rozszerzona została jedynie scena śmierci Isildura: krótko pokazano walkę jego żołnierzy z orkami, próbę ucieczki monarchy przez rzekę, zsunięcie się Pierścienia z jego palca i orków strzelających z łuków do widocznego już władcy.